# Henckelia
Henckelia é um género botânico pertencente à família Gesneriaceae.

## Espécies
Composto por 174 espécies:
Henckelia alata Henckelia alba Henckelia albomarginata
Henckelia alternans Henckelia alternifolia Henckelia amoena
Henckelia angustifolia Henckelia anthonyi Henckelia argentea
Henckelia aromatica Henckelia ascendens Henckelia atrosanguinea
Henckelia bakoensis Henckelia barbata Henckelia battamensis
Henckelia beccarii Henckelia bifolia Henckelia bombycina
Henckelia breviflora Henckelia browniana Henckelia bullata
Henckelia calcarea Henckelia caelestis Henckelia capensis
Henckelia caerulea Henckelia castaneifolia Henckelia caulescens
Henckelia cinerea Henckelia coodei Henckelia codonion
Henckelia conicapsularis Henckelia corneri Henckelia corniculata
Henckelia corrugata Henckelia craspedodroma Henckelia crenata
Henckelia crinita Henckelia crocea Henckelia curtisii
Henckelia davisonii Henckelia dawnii Henckelia densifolia
Henckelia dentata Henckelia descendens Henckelia diffusa
Henckelia doryphylla Henckelia elegans Henckelia elongata
Henckelia ericii Henckelia ericiflora Henckelia falcata
Henckelia fasciata Henckelia fischeri Henckelia flava
Henckelia flavescens Henckelia flavobrunnea Henckelia floccosa
Henckelia floribunda Henckelia follicularis Henckelia frutescens
Henckelia gambleana Henckelia gardneri Henckelia geitleri
Henckelia glabrata Henckelia gracilipes Henckelia grandiflora
Henckelia grandifolia Henckelia heterophylla Henckelia hirsuta
Henckelia hirta Henckelia hispida Henckelia holttumii
Henckelia humboldtiana Henckelia humilis Henckelia inaequalis
Henckelia incana Henckelia innominata Henckelia johorica
Henckelia kjellbergii Henckelia kompsoboea Henckelia koerperi
Henckelia lanceolata Henckelia lancifolia Henckelia leiophylla
Henckelia leptocalyx Henckelia leucantha Henckelia leucocodon
Henckelia lilacina Henckelia longipes Henckelia longipetiolata
Henckelia lyrata Henckelia macrophylla Henckelia macrostachya
Henckelia malayana Henckelia marginata Henckelia meeboldii
Henckelia meijeri Henckelia miniata Henckelia minima
Henckelia missionis Henckelia modesta Henckelia murutorum
Henckelia myricifolia Henckelia nana Henckelia nervosa
Henckelia nitida Henckelia nivea Henckelia oblonga
Henckelia oppositifolia Henckelia ovalifolia Henckelia pagonensis
Henckelia papillosa Henckelia parviflora Henckelia pectinata
Henckelia petiolaris Henckelia platypus Henckelia pleuropogon
Henckelia plicata Henckelia polyanthoides Henckelia primulaefolia
Henckelia polyanthoides Henckelia primulaefolia Henckelia primulina
Henckelia procumbens Henckelia pulchella Henckelia pumila
Henckelia punctata Henckelia puncticulata Henckelia pyroliflora
Henckelia quinquevulnera Henckelia racemosa Henckelia ramosa
Henckelia repens Henckelia reptans Henckelia reticulosa
Henckelia rexii Henckelia ridleyana Henckelia robinsonii
Henckelia roxburghiana Henckelia rubiginosa Henckelia rufescens
Henckelia rugosa Henckelia salicina Henckelia salicinoides
Henckelia scabrinervia Henckelia scortechinii Henckelia semitorta
Henckelia serrata Henckelia serratifolia Henckelia sericea
Henckelia simplex Henckelia soldanella Henckelia stapfii
Henckelia stenophylla Henckelia stolonifera Henckelia tahanica
Henckelia taeniophylla Henckelia teres Henckelia tiumanica
Henckelia tunkui Henckelia urticaefolia Henckelia urticoides
Henckelia venusta Henckelia verbeniflos Henckelia villosa
Henckelia violoides Henckelia virginea Henckelia viscida
Henckelia vulcanica Henckelia wallichiana Henckelia wightii
Henckelia woodii Henckelia yongii Henckelia zeylanica